# Megachile wyndhamensis
Megachile wyndhamensis är en biart som beskrevs av Rayment 1935. Megachile wyndhamensis ingår i släktet tapetserarbin, och familjen buksamlarbin. Inga underarter finns listade i Catalogue of Life.